# سیارک ۲۶۰۹

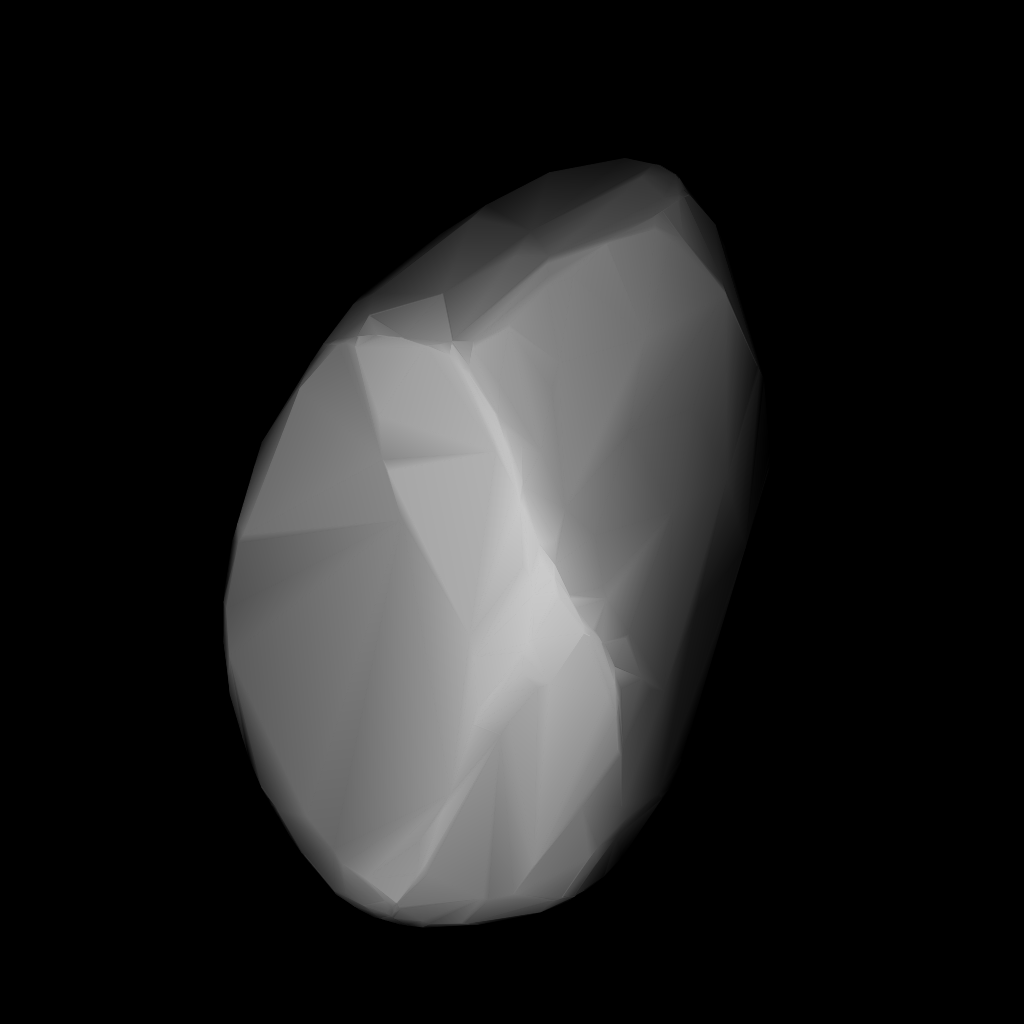
مدل سه‌بُعدی سیارک ۲۶۰۹ بر طبق منحنی نور آن

سیارک ۲۶۰۹ (به انگلیسی: 2609 Kiril-Metodi، نامگذاری:1978PB4) دو هزار و ششصد و نهمین سیارک کشف شده‌است که در ۹ اوت ۱۹۷۸ کشف شد.
قدر مطلق سیارک برابر ۱۳٫۳۰ است.